# Hockey Club Gherdeina
Le Hockey Club Gherdeina est un club de hockey sur glace de Selva di Val Gardena dans le Trentin-Haut-Adige en Italie. Il évolue en Serie A2, le second échelon italien.

## Historique
Le club est créé en 1927 sous le nom de HC Gröden puis prend le nom de HC Val Gardena Gröden. En 2002, il est renommé Hockey Club Gherdeina. Il a remporté la Serie A à quatre reprises.

## Palmarès
- Vainqueur de la Serie A: 1969, 1976, 1980, 1981.